# كريس سفينسون
كريس سفينسون (بالإنجليزية: Chris Svensson)‏ هو مصمم سيارات بريطاني، ولد في 1965، وتوفي في 21 يوليو 2018.